# Кастијон Маса
Кастијон Маса (фр. Castillon-Massas) насеље је и општина у јужној Француској у региону Миди Пирене, у департману Жерс која припада префектури Ош.
По подацима из 2011. године у општини је живело 250 становника, а густина насељености је износила 26,07 становника/km². Општина се простире на површини од 9,59 km². Налази се на средњој надморској висини од 204 метара (максималној 264 m, а минималној 136 m).

## Демографија
| 1962. | 1968. | 1975. | 1982. | 1990. | 1999. | 2011. |
| ----- | ----- | ----- | ----- | ----- | ----- | ----- |
| 85    | 130   | 146   | 169   | 171   | 197   | 250   |

График промене броја становника у току последњих година